# Механізований полк
Механізо́ваний полк (мп) — загальновійськова частина, основна тактична та адміністративно-господарська одиниця в сучасних сухопутних військах, що існує в складі багатьох збройних сил країн, яка призначена для ведення бойових дій на сухопутному ТВД у складі дивізії або бригади. У ряді випадків механізований полк може діяти і самостійно (на ізольованому напрямку, в особливих умовах, наприклад в горах, пустелях, а також в тактичному повітряному і морському десантах та ін.).

## Історія
Вперше мотострілецькі полки в Збройних силах СРСР були створені в 1939 році. На початку німецько-радянської війни входили до складу танкових, мотострілецьких і моторизованих дивізій, а окремі мотострілецькі полки — безпосередньо в загальновійськових армій або фронтів. В ході війни велика частина мотострілецьких полків була переформована на стрілецькі полки, окремі мотострілецькі та механізовані бригади.
У 1956–1957 у зв'язку з реорганізацією стрілецьких і механізованих дивізій знову були створені мотострілецькі полки. До їх складу увійшли підрозділи мотострілецьких, танкових військ і артилерії, спеціальних військ, бойового забезпечення і тилу. Це підвищило тактичну самостійність мотострілецьких полків.
Після 1957 організаційно-штатна структура і озброєння полку зазнали низку змін. Механізований полк 21 століття має на озброєнні танки і артилерію, протитанкові керовані ракети і зенітно-артилерійські комплекси, різні спеціальні машини, що дозволяє йому успішно вести бойові дії в будь-який час року і доби, при всякій погоді і на різній місцевості. Володіючи потужним вогнем, високої рухливістю, ударною силою і стійкістю від дії зброї масового ураження, механізований полк виконує важливі завдання по безпосередньому розгрому військ противника на полі бою. Він здатний завдавати противникові рішучої поразки в наступі, вести зустрічний бій, проривати підготовлену оборону, стрімко розвивати наступ на велику глибину, захоплювати вигідні рубежі і об'єкти, форсувати з ходу водні перешкоди, долати різні загородження, а також створювати в короткий термін активну і стійку оборону. Залежно від обстановки підрозділи полку ведуть бойові дії в пішому строю або на БТР (БМП).

## Структура
- управління (штаб)
- 1-й механізований батальйон
- 2-й механізований батальйон
- 3-й механізований батальйон
- танковий батальйон
- артилерійський дивізіон

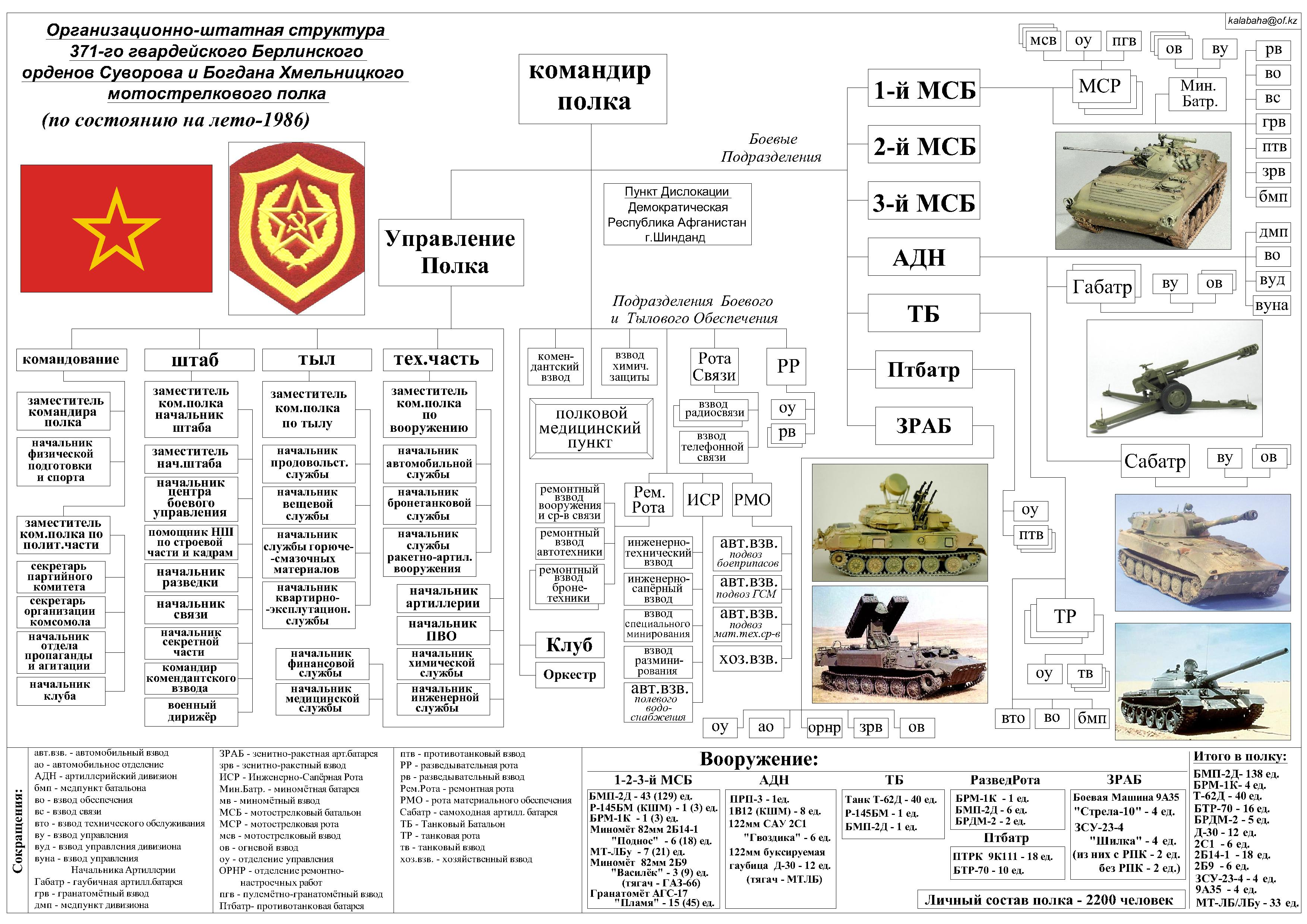
Типова організаційно-штатна структура моторизованого стрілецького полку, 1986 рік

- зенітно-ракетний дивізіон[2][3]. Озброєння: ЗСУ-23-4 «Шилка», Стріла-10, ЗУ-23-2
- протитанкова батарея
- розвідувальна рота
- рота зв'язку

У другій половині 80-х років у групах військ Радянського Союзу за кордоном, також відпрацьовувалося переведення полків і дивізій на структуру 2*2 танкових та піхотних підрозділів.

## Галерея
Емблеми механізованих полків деяких країн світу

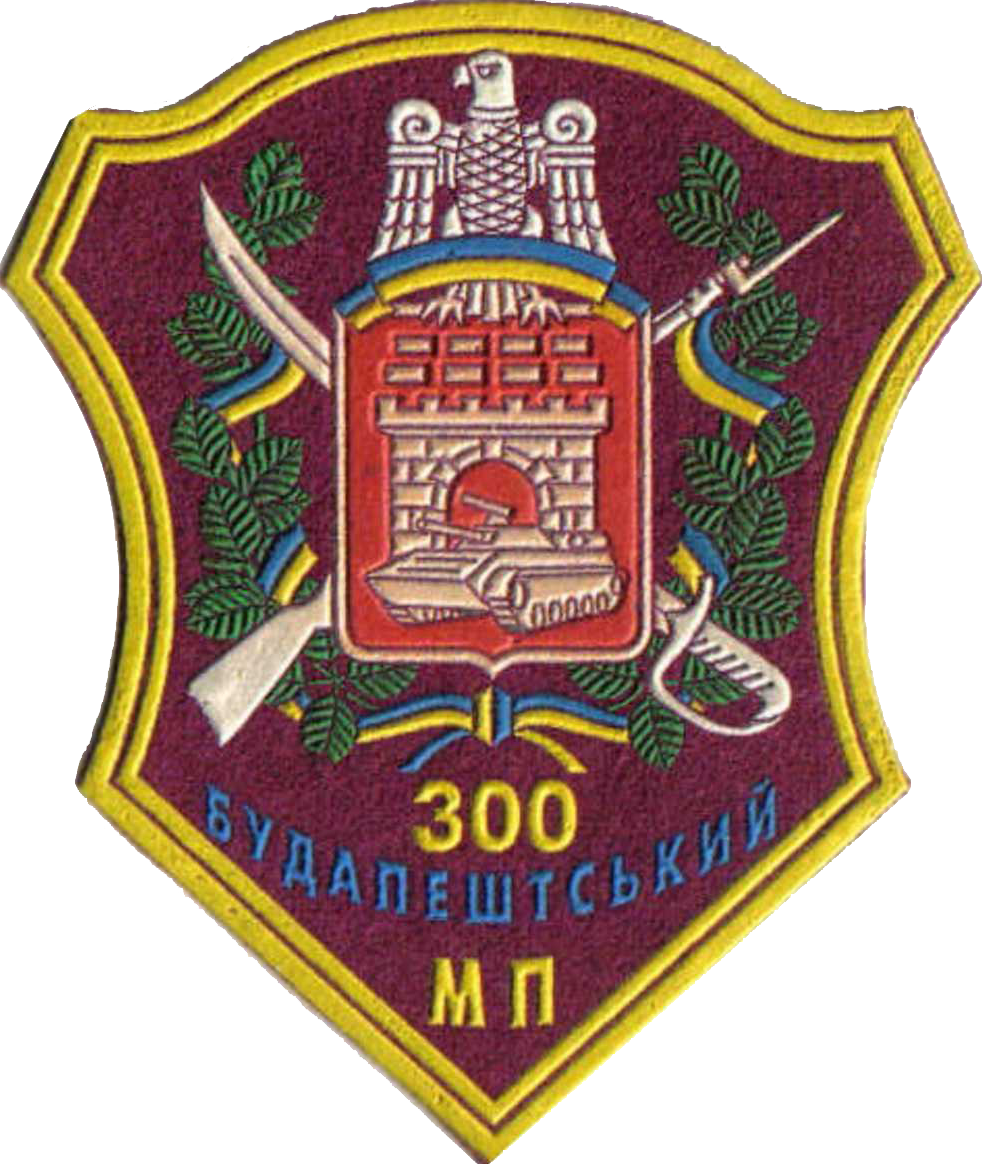
300-й окремий гвардійський механізований Будапештський полк
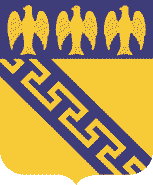
59-й механізований полк (США)
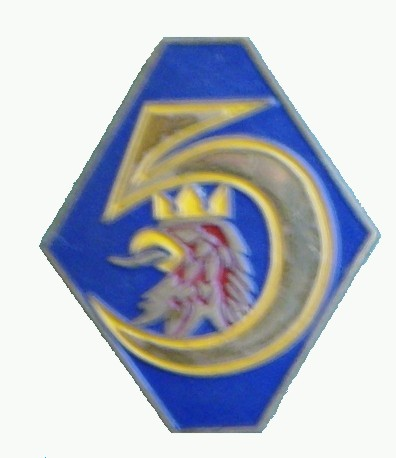
Відзнака 5-ого механізованого полку Війська Польського
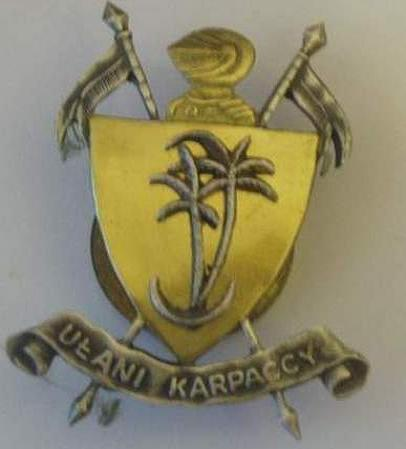
Відзнака 73-ого механізованого полку Війська Польського
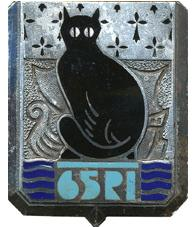
Відзнака 65-ого полку Збройних сил Франції